# Halowe Mistrzostwa Europy w Lekkoatletyce 1977 – bieg na 60 m przez płotki mężczyzn
Bieg na 60 metrów przez płotki mężczyzn – jedna z konkurencji biegowych rozgrywanych podczas halowych lekkoatletycznych mistrzostw Europy w hali Velódromo de Anoeta w San Sebastián. Eliminacje, półfinały i bieg finałowy zostały rozegrane 13 marca 1977. Zwyciężył reprezentant Niemieckiej Republiki Demokratycznej  Thomas Munkelt, który w finale ustanowił nieoficjalny halowy rekord świata rezultatem 7,62 s. Tytułu zdobytego na poprzednich mistrzostwach nie obronił Wiktor Miasnikow ze Związku Radzieckiego, który tym razem wywalczył srebrny medal.

## Rezultaty

### Eliminacje
Rozegrano 3 biegi eliminacyjne, do których przystąpiło 15 biegaczy. Awans do półfinału dawało zajęcie jednego z pierwszych trzech miejsc w swoim biegu (Q). Skład półfinałów uzupełniło trzech zawodników z najlepszym czasem wśród przegranych (q).
Opracowano na podstawie materiału źródłowego.
Bieg 1
| Miejsce | Zawodnik         | Czas | Uwagi |
| ------- | ---------------- | ---- | ----- |
| 1       | Arto Bryggare    | 7,88 | Q     |
| 2       | Émile Raybois    | 7,97 | Q     |
| 3       | Wiktor Miasnikow | 7,99 | Q     |
| 4       | Juan Lloveras    | 8,08 |       |
| 5       | Dieter Gebhard   | 8,13 |       |

Bieg 2
| Miejsce | Zawodnik            | Czas | Uwagi |
| ------- | ------------------- | ---- | ----- |
| 1       | Gianni Ronconi      | 7,94 | Q     |
| 2       | Manfred Schumann    | 7,95 | Q     |
| 3       | Javier Moracho      | 8,01 | Q     |
| 4       | Andriej Korostyliow | 8,07 | q     |
| 5       | Georgi Mliakow      | 8,11 |       |

Bieg 3
| Miejsce | Zawodnik          | Czas | Uwagi |
| ------- | ----------------- | ---- | ----- |
| 1       | Thomas Munkelt    | 7,82 | Q     |
| 2       | Jan Pusty         | 7,92 | Q     |
| 3       | Jiří Čeřovský     | 7,97 | Q     |
| 4       | Roberto Schneider | 7,98 | q     |
| 5       | Jorge Zapata      | 8,05 | q     |

q

### Półfinały
Rozegrano 2 biegi półfinałowe, w których wystartowało 12 biegaczy. Awans do finału dawało zajęcie jednego z dwóch pierwszych miejsc w swoim biegu (Q). Skład półfinałów uzupełniło dwóch zawodników z najlepszym czasem wśród przegranych (q).
Opracowano na podstawie materiału źródłowego.
Bieg 1
| Miejsce | Zawodnik         | Czas | Uwagi |
| ------- | ---------------- | ---- | ----- |
| 1       | Thomas Munkelt   | 7,70 | Q     |
| 2       | Wiktor Miasnikow | 7,82 | Q     |
| 3       | Émile Raybois    | 7,89 | q     |
| 4       | Manfred Schumann | 7,91 | q     |
| 5       | Jorge Zapata     | 7,96 |       |
| 6       | Gianni Ronconi   | 7,97 |       |

Bieg 2
| Miejsce | Zawodnik            | Czas | Uwagi |
| ------- | ------------------- | ---- | ----- |
| 1       | Arto Bryggare       | 7,90 | Q     |
| 2       | Jan Pusty           | 7,93 | Q     |
| 3       | Javier Moracho      | 7,98 |       |
| 4       | Andriej Korostyliow | 7,99 |       |
| 5       | Jiří Čeřovský       | 8,00 |       |
| 6       | Roberto Schneider   | 8,12 |       |

### Finał
Opracowano na podstawie materiału źródłowego.
| Miejsce | Zawodnik         | Czas | Uwagi |
| ------- | ---------------- | ---- | ----- |
| 1       | Thomas Munkelt   | 7,62 | WR    |
| 2       | Wiktor Miasnikow | 7,79 |       |
| 3       | Arto Bryggare    | 7,79 |       |
| 4       | Émile Raybois    | 7,87 |       |
| 5       | Manfred Schumann | 7,91 |       |
| 6       | Jan Pusty        | 7,91 |       |